# Rafaeli
Rafaeli – wieś w Chorwacji, w żupanii istryjskiej, w gminie Višnjan. W 2011 roku liczyła 8 mieszkańców.